# Oostburg (Niederlande)
Oostburg (seeländisch-flämisch Wòstburg) ist ein Ortsteil der Gemeinde Sluis in der niederländischen Provinz Zeeland. Die Bevölkerung ist größtenteils protestantisch, es gibt eine katholische Minderheit. Dort leben 4.690 Menschen (Stand: 1. Januar 2024).

## Geschichte
Die Stadt erhielt 1237 Stadtrechte.
Bis 2003 war Oostburg auch Hauptsitz der gleichnamigen Gemeinde. Diese fusionierte mit der Gemeinde Sluis-Aardenburg zur neuen Gemeinde Sluis.

## Geboren in Oostburg
- Dick Dees (* 1944), niederländischer Politiker
- Thijs de Melker (* 1958), niederländischer Musiker
- Thea Fierens (* 1950), niederländische Politikerin
- Annabel Kosten (* 1977), niederländische Schwimmerin
- Kees Torn (* 1967), niederländischer Kabarettist und Schriftsteller
- Annelies Verstand (* 1949), niederländische Politikerin
- Hans Wijers (* 1951), niederländischer Politiker und Industrieller
- Sergio Herman (* 1970), niederländischer Koch und Unternehmer